# Jill Savege
Jill Savege (Toronto, 17 maart 1974) is een professioneel Canadees triatlete. Ze werd Canadees kampioene 2003 en nam in 2004 deel aan de Olympische Spelen op deze discipline.

## Biografie
Savege traint in Penticton, Brits-Columbia. Ze studeerde aan de Simon Fraser University. In haar studententijd deed ze aan zwemmen en na haar studie legde ze zich toe op de triatlon. Op veertienjarige leeftijd deed ze haar eerste Olympische triatlon. Pas in 1999 deed ze dit op regelmatige basis en nam deel aan een aantal Ironmans.
In 2003 won ze verschillende ITU wedstrijden en een gouden medaille bij de Pan-Amerikaanse Spelen. Hierna kreeg ze te kampen met verschillende blessures. In 2004 werd ze nog steeds gezien als kandidate voor een olympische medaille en stond ze vierde op de wereldranglijst.
Op de Olympische Zomerspelen van Athene kwam ze bij het begin van het fietsonderdeel ten val en moest ze genoegen nemen met een 39e plaats, in een totaaltijd van 2:18.10,99.
Savege is getrouwd met Aaron Grant.

## Titels
- Canadees kampioene triatlon: 2003

## Palmares

### aquatlon
- 2002:  WK in Cancún

### triatlon
- 1999: 6e Ironman Canada - 10:05.24
- 2000: 4e Ironman Canada - 10:41.10
- 2000: 4e Ironman Florida - 9:43.53
- 2001: 78e overall Ironman California - 9:53.42
- 2001: 10e Ironman Hawaï - 10:03.30
- 2001: 6e WK olympische afstand in Edmonton
- 2001:  Canadees kampioenschap
- 2001: 6e ITU wereldbekerwedstrijd in Cancún
- 2001: 9e ITU wereldbekerwedstrijd in Toronto
- 2002: DNF WK olympische afstand in Cancún
- 2002:  Canadees kampioenschap
- 2002:  ITU wereldbekerwedstrijd in Makuhari
- 2002:  ITU wereldbekerwedstrijd in Hamburg
- 2002:  ITU wereldbekerwedstrijd in Lausanne
- 2002:  ITU wereldbekerwedstrijd in Corner Brook
- 2002: 7e ITU wereldbekerwedstrijd in Edmonton
- 2002: DNF Ironman Hawaï
- 2003: 11e WK olympische afstand in Queenstown
- 2003:  Pan-Amerikaanse Spelen in Santo Domingo - 1:58.29
- 2003: 4e ITU wereldbekerwedstrijd in Geelong
- 2003: 4e ITU wereldbekerwedstrijd in Athene
- 2003:  ITU wereldbekerwedstrijd in Madeira
- 2003:  ITU wereldbekerwedstrijd in Corner Brook
- 2003: 5e ITU wereldbekerwedstrijd in Tongyeong
- 2003: 7e ITU wereldbekerwedstrijd in Ishigaki
- 2004: 39e Olympische Spelen in Athene
- 2004:  ITU wereldbekerwedstrijd in Rio de Janeiro
- 2004: 9e ITU wereldbekerwedstrijd in Cancún
- 2004: 6e ITU wereldbekerwedstrijd in Corner Brook
- 2004: 10e ITU wereldbekerwedstrijd in Edmonton
- 2004:  ITU wereldbekerwedstrijd in Tongyeong
- 2006: 9e Gemenebestspelen in Melbourne
- 2007: DNF Hy-Vee Triathlon & ITU BG World Cup